# 41 Ceti
41 Ceti är en vit ljusstark jätte i stjärnbilden Valfisken.
41 Ceti har visuell magnitud +6,80 och är inte synlig för blotta ögat ens vid god seeing. Den befinner sig på ett avstånd av ungefär 275 ljusår.